# Грб Плава
Грб Плава је званични грб црногорске општине Плав. Грб је усвојен 23. новембра 2010. године.

## Опис грба
Статут општине Плав овако описује грб:
Грб Плава је у облику штита („шпанског штита“) заобљен у свом доњем дијелу.

Грб садржи сљедеће елементе:
- На лијевој страни грба - штита стилизовано је приказан дио Реџепагића куле, док је на десној страни дат приказ дијела стилизоване јелке - четинарског дрвета.

Између куле и јелке у горњем дијелу грба су приказана три планинска врха.
- У средњем дијелу грба приказане су ливаде и плавска котлина.
- У доњем дијелу грба таласастим линијама приказано је Плавско језеро, док се на самом дну грба налази римски број XIII који представља (вијек) почетак настанка насеља Плав.
- Грб је урађен у двије основне боје плава и зелена у нијансама, са комбинацијом бијеле боје.

Грб општине је у употреби као ознака и симбол општине Плав, а користи се ради истицања на згради општине, у службеним просторијама, као и у посебно свечаним приликама када се истиче значај и традиција општине Плав.